# Олејте (Колорадо)
Олејте (енгл. Olathe) град је у америчкој савезној држави Колорадо.

## Демографија
По попису из 2010. године број становника је 1.849, што је 276 (17,5%) становника више него 2000. године.
| Група             | 2000.       | 2010.       |
| Белци             | 982 (62,4%) | 880 (47,6%) |
| Афроамериканци    | 1 (0,1%)    | 7 (0,4%)    |
| Азијати           | 5 (0,3%)    | 6 (0,3%)    |
| Хиспаноамериканци | 554 (35,2%) | 924 (50,0%) |
| Укупно            | 1.573       | 1.849       |